# Germán Busch Becerra
Germán Busch Becerra (San Javier, 23 de marzo de 1903-La Paz, Bolivia 23 de agosto de 1939) fue un militar y político boliviano con  ascendencia alemana e italiana. Héroe militar en la guerra del Chaco (1932-1935), ocupó el mando del Gobierno de Bolivia en dos ocasiones, la primera en mayo de 1936 como presidente de la «Junta Mixta de Gobierno» y la segunda entre julio de 1937 y agosto de 1939, inicialmente como presidente de la «Junta Militar de Gobierno» y luego como presidente constitucional de la República, tras ser electo por la Convención Nacional en mayo de 1938. Tomó medidas autocráticas desde abril de 1939.
En su agitada vida fue partícipe de tres golpes de Estado (contra Siles, Salamanca y Toro), creó el departamento de Pando, promulgó la Constitución Política de 1938, firmó la paz definitiva del Chaco, garantizó la salida boliviana al Océano Atlántico por el río Paraguay, creó las regalías para los departamentos productores de hidrocarburos, ordenó la entrega de 100% de las divisas al Estado por las exportaciones mineras y ganó el Cóndor de los Andes por su expedición a las misiones de San Ignacio de Zamucos en 1930.
Es considerado un personaje sumamente enigmático y envuelto en la leyenda que incluso se ha llegado a dudar sobre el lugar de su nacimiento, ya sea entre los departamentos Santa Cruz y el Beni. Hasta nuestros días se halla la controversia de su deceso: suicidio o asesinato, en momentos en que ejercía funciones como presidente de la República.

## Familia y juventud
Germán Busch, fue hijo del médico alemán Pablo Busch Wiesener y de Raquel Becerra Villavicencio, boliviana de ascendencia italiana.
Existía el desacuerdo sobre el lugar de nacimiento de Germán Busch. Las localidades que se pugnaban el lugar de nacimiento del expresidente estaban entre San Javier, Provincia Ñuflo de Chaves del departamento de Santa Cruz, y por el otro lado otras fuentes mencionan en el rancho "La Pampita" a un kilómetro de la barraca El Carmen, margen izquierda del río Branco de la provincia Iténez, Departamento del Beni. Al final uno de los familiares descendientes de la familia Busch, declaró públicamente en el canal de televisión de la UMSA, que el verdadero lugar de nacimiento de Germán Busch corresponde a la localidad de San Javier, Santa Cruz. Las pruebas definitivas presentadas por el familiar se remiten al testamento de Pablo Busch Wiesener, padre del expresidente Germán Busch, en cuyas escrituras de herencia coloca el nombre de todos sus hijos, con sus correspondientes lugares de nacimiento.
Germán Busch pasó gran parte de su infancia en el departamento del Beni. Posteriormente ingresó al Colegio Militar del Ejército, en la ciudad de La Paz, en 1922 con 18 años, donde logró el grado de Subteniente de Caballería en 1927 y fue ayudante de órdenes del Estado Mayor General. Fue ascendido a Teniente después de sus exploraciones en el Chaco, antes de la guerra.

"Figura de rápida carrera militar y reconocido heroísmo durante la campaña del Chaco. Capitán, Mayor y luego Teniente Coronel en razón de los méritos conquistados en los campos de batalla"
Personajes Notables de Santa Cruz. Ángel Sandóval

## Guerra del Chaco
Su incursión en la Guerra del Chaco se dio con Boquerón en 1932. Dirigía un escuadrón como teniente, y su campaña concluyó en 1935 siendo él teniente coronel. Fue en julio de 1932 que estalló la Guerra del Chaco, entre Bolivia y Paraguay y el 11 de septiembre de ese año el teniente Busch al mando de un escuadrón del RC-6 "Castrillo" que durante 40 días había conducido desde Cochabamba, se unió al destacamento Peñaranda en la zona del fortín Yujra, no sin antes haber repelido diversos ataques de los regimientos paraguayos "Curupayty" y "Corrales". El objetivo de este destacamento era romper, desde ese punto, el cerco paraguayo sobre el fortín Boquerón, pero el cerco paraguayo se fue cerrando, impidiendo el acceso a otras unidades de refuerzo en la Batalla de Boquerón (1932).
Después de 14 días de intensos e infructuosos combates ante fuerzas superiores y mejor entrenadas en el combate en el monte comenzó la retirada. Busch anotó en su diario:

"Empezamos nuestro retiro […] Paso por medio de una lluvia de balas. Sigue la masacre. Aumenta peligrosamente el número de muertos[…]. Por  fin logramos pasar toda la zona donde se encontraba el enemigo y llegamos al Comando. Todos pedíamos pan y agua. Ya no éramos los muchachos entusiastas y fuertes que salimos de Oruro. No éramos más que sus espectros. Todos queríamos irnos".
Diario del teniente boliviano Germán Busch (Brockmann, 2007, p. 218)

Siete días después tuvo que volver a retirarse de la línea defensiva colocada delante del fortín Arce:

En la tarde de hoy [30 de septiembre de 1932] se nota movimiento entre los soldados y se ve alejarse varios grupos con dirección al camino. Nosotros hacemos lo mismo y en el tropel abandonamos nuestras posiciones. Es un acto vergonzoso. Se deserta en conjunto frente al enemigo. Pero en estos momentos nadie piensa. Llegamos a Arce [que dista] 5 leguas.
Diario del teniente boliviano Germán Busch (Brockmann, 2007, p. 222)

Fue ascendido a capitán por su valentía en varias acciones posteriores a la Batalla del Boquerón.

"Su valor a toda prueba y su pericia en las lides entre el bosque cerrado y la planicie rasa fueron día a día acrecentando su fama. Comandaba el 5to. regimiento de Caballería con el grado de capitán y su actuación con éste le hizo acreedor a distinciones y ascensos. En la última etapa de la campaña llegó a la Jefatura de Estado Mayor General y ganó ascendiente pleno, así entre militares como entre criollos"
Cruceños Notables. Hernando Sanabria Fernández

"Se distinguió ante sus tropas por ejecutar técnicas de combate adecuadas al terreno en que se actuaba, apartándose en la medida de lo posible de los moldes prusianos que empleó el Estado Mayor boliviano como fracasada estrategia de confrontación bélica..."
Personajes Notables de Santa Cruz. Ángel Sandóval

### Corralito de Villamontes

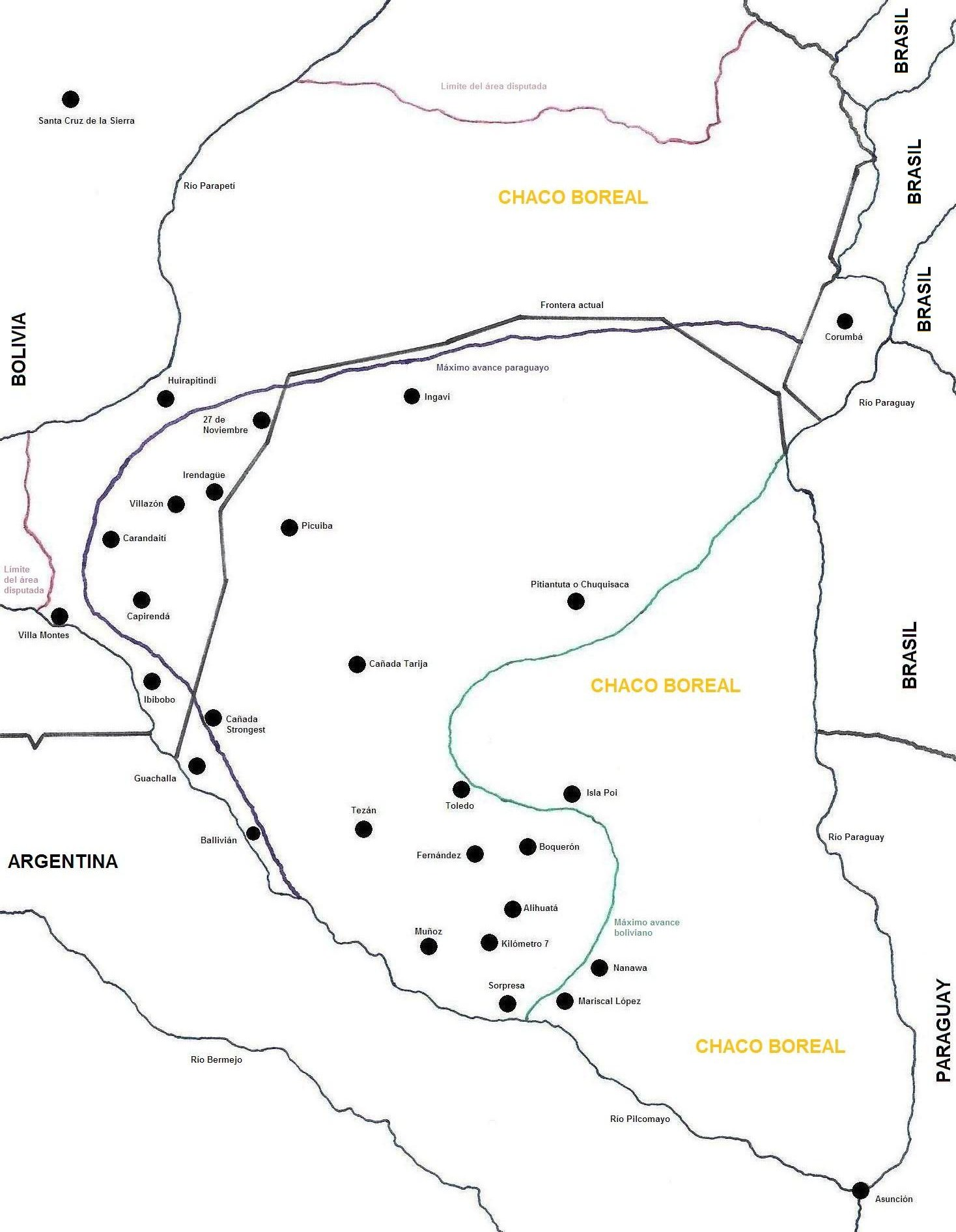
Guerra del Chaco (1932-1935)

Después del desastre de la batalla de El Carmen, con las fuerzas enemigas acercándose a Villamontes, el presidente Salamanca decidió viajar en persona a esa localidad para destituir al general Peñaranda y reemplazarlo por el general José L. Lanza. El 27 de noviembre de 1934, a doce kilómetros del enemigo, los principales jefes del ejército boliviano ordenaron apuntar cañones contra el chalet de la casa Staudt donde se alojaba el presidente Salamanca. El mayor Busch, por orden del coronel David Toro, rodeó la residencia.

"De todas las revoluciones o golpes de Estado en Bolivia, esta fue una de las más grotescas.[...] Soldados armados con fusiles y ametralladoras, y con actitudes valentonas, incitadas en algunos de ellos por el alcohol libado durante la noche de vigilia, aprisionaron a su víctima y más tarde le exigieron su renuncia. Salamanca firmó el documento casi gozoso de que los militares, a quienes nunca había estimado y a quienes culpaba de los desastres de la guerra, quitasen de sus espaldas una cruz que se le había hecho demasiado pesada y se condenasen a sí mismos ante el juicio de la historia, con un acto que por el lugar y las circunstancias en que se producía tenía las características de una traición a la Patria.
Historiador boliviano Querejazu Calvo (1977, p. 185)

## Gobierno

Teniente general Germán Busch Becerra, segundo cruceño ocupar el mando del Gobierno de Bolivia.

Fue dos veces gobernante de Bolivia, la primera en 1936 y la segunda de 1937 a 1939, esta última teniendo transición de ser de facto a constitucional en 1938, concretándose en tres gobiernos o mandatos.
- Primer mandato (de facto): como presidente provisorio de una junta de gobierno, inició el 17 hasta el 22 de mayo de 1936.
- Segundo mandato (de facto): como presidente provisorio de una junta de gobierno, inició el 13 de julio de 1937 y finalizó el 28 de mayo de 1938, tras ser electo como presidente de la República.
- Tercer mandato: como presidente constitucional de la República, inició el 28 de mayo de 1938 y finalizó con su muerte el 23 de agosto de 1939.

### Presidente provisorio de la Junta Mixta de Gobierno (1936)

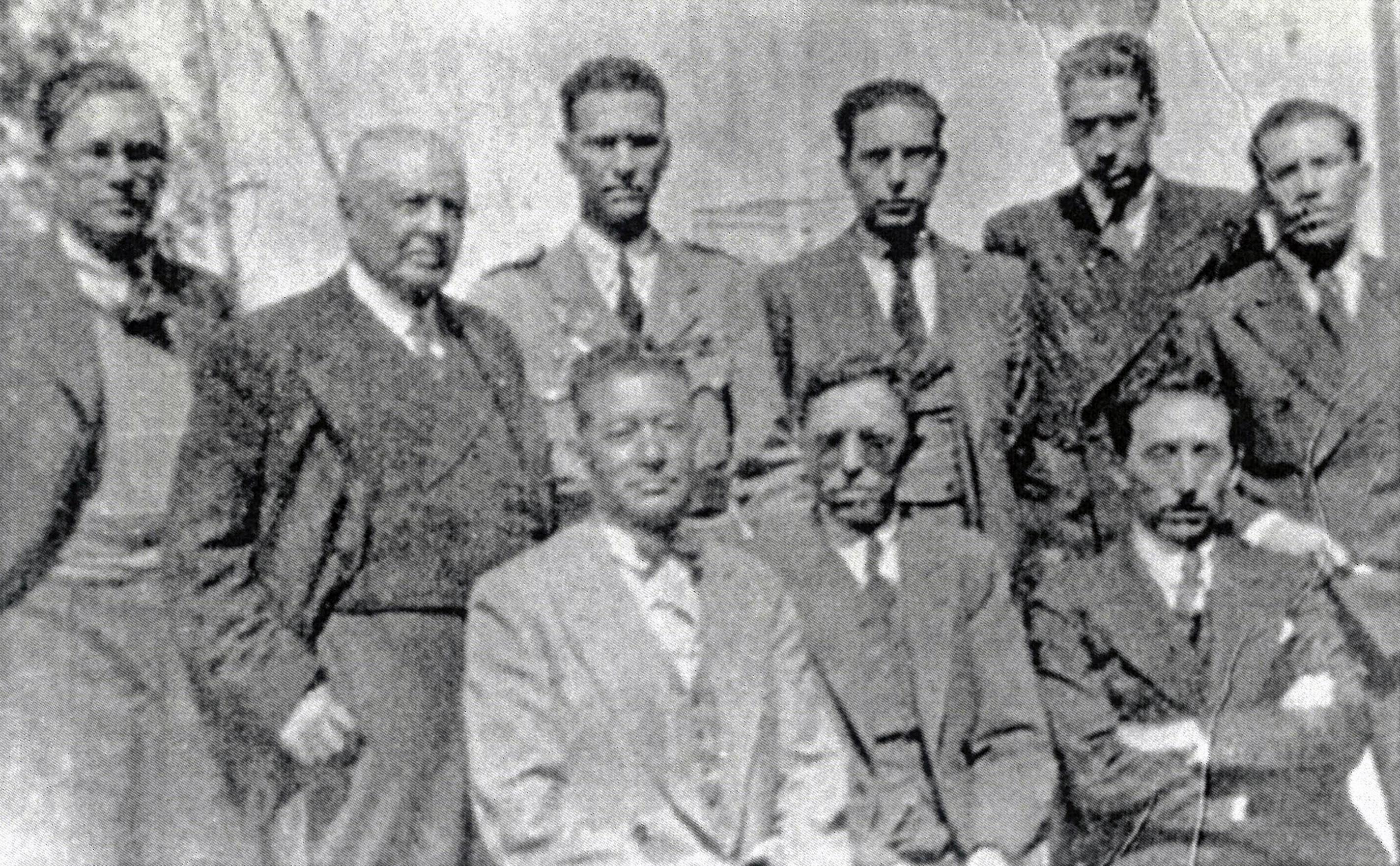
Foto del grupo que planeó la caída del presidente Tejada en mayo de 1936. De pie: Carlos Montenegro, Bautista Saavedra, Germán Busch, Enrique Baldivieso, Armando Arce y Augusto Céspedes. Sentados: Waldo Belmonte, Gabriel Gosálvez y Julio Téllez Reyes.

El 17 de mayo de 1936 fue depuesto el presidente de la República José Luis Tejada Sorzano mediante un golpe de Estado liderado por el teniente coronel Germán Busch y el general David Toro. Se instaló una junta de gobierno cívico-militar denominada Junta Mixta de Gobierno, compuesta por civiles de partidos socialistas (PRS y PSU) y por militares (conservadores-nacionalistas). Presidió la junta de manera provisoria hasta la llegada del designado Gral. David Toro, quien ocupó el cargo el día veintidós del mismo mes, denominando a la junta como Junta Militar de Gobierno, quedando Busch como su jefe de Estado Mayor. En el gobierno de Toro se aplicó el socialismo militar, pero tomando un giro distinto a lo que prometía, ganando el descontento de la población indígena y del ejército, por los beneficios a la oligarquía.

### Presidente provisorio de la Junta Militar de Gobierno (1937-1938)

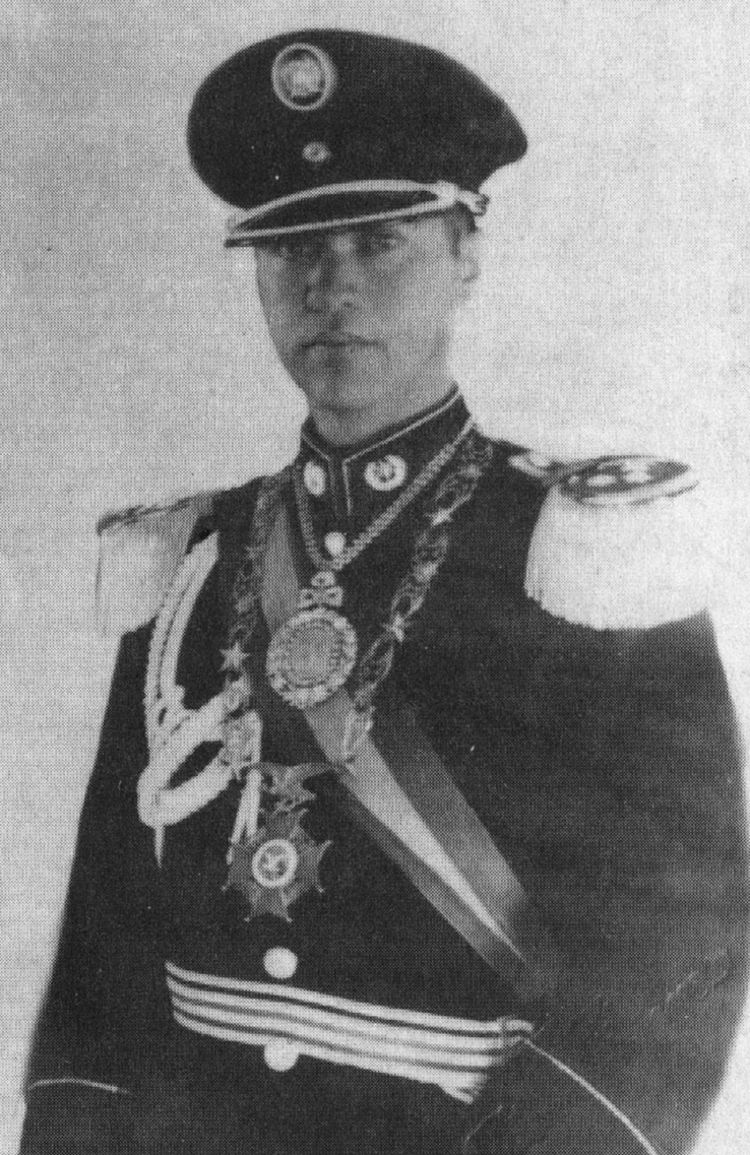
Germán Busch en 1937

El 13 de julio de 1937, Busch realizó un movimiento político con el respaldo de la oficialidad militar y apoyado por la ciudadanía, logrando la dimisión del Gral. Toro y tomando el gobierno de manera provisional, asumiendo la presidencia de la Junta Militar de Gobierno a los 33 años.
También durante este periodo de gobierno mediante decreto supremo en 1937, Busch instituye la efeméride del 2 de agosto como el "Día del Indio", fecha de celebración de los trabajadores del campo.

### Presidente constitucional de Bolivia (1938-1939)

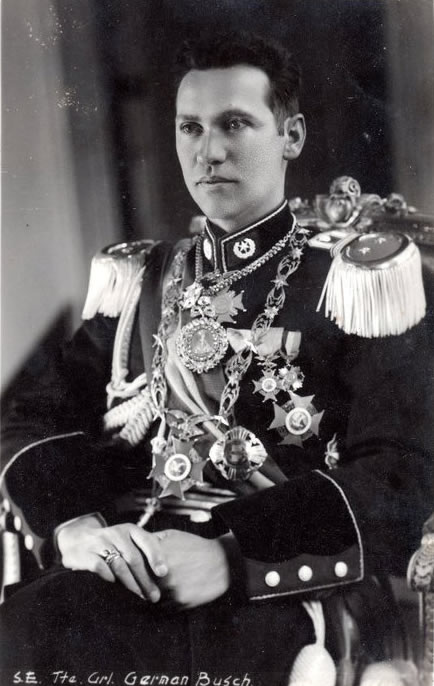
Germán Busch sentado en el Palacio Quemado, c. 1939.

Convocó a elecciones para la Convención Nacional de mayo de 1938, la misma que aprobó la nueva Constitución, una de las más importantes de la historia por su carácter social. De acuerdo a la convocatoria a elecciones, fue elegido presidente constitucional por la Convención Nacional "para el período constitucional que durará hasta el 6 de agosto de 1942" (Art 1. Ley del 27 de mayo de 1938).
El 21 de julio de ese año se firmó el Tratado de Paz, Amistad y Límites entre Bolivia y el Paraguay, aprobado por la Convención Nacional y con las condiciones establecidas por la administración de Busch, principalmente con relación al acceso de Bolivia al Río Paraguay. La firma definitiva de la paz con Paraguay incluyó la condición de que Paraguay devolviera a Bolivia 20.000 km2, de lo contrario, el mandatario boliviano reiniciaría las hostilidades.
El 24 de septiembre del mismo período creó el departamento de Pando.

#### Dictadura (1939)

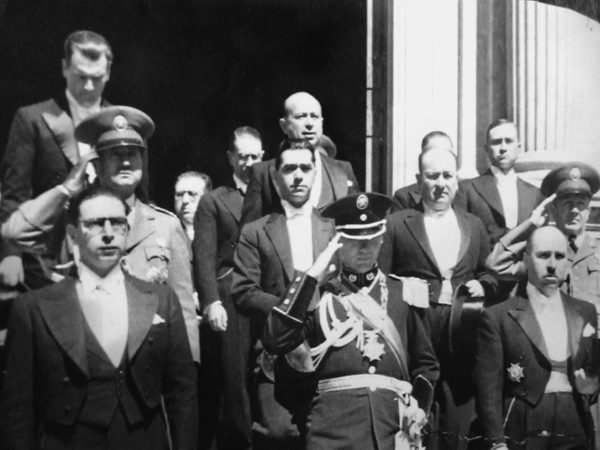
El presidente Busch y el vicepresidente Baldivieso en agosto de 1939.

El siguiente año, la situación de equilibrio político que había en la Asamblea impedía realizar los cambios que requería el proyecto del Presidente para el país, razón que lo condujo a declararse dictador a partir del 24 de abril de 1939. En los cuatro meses siguientes, Germán Busch realizó los cambios más importantes de su administración.

## Actos administrativos
Entre las medidas más importantes del breve gobierno de Germán Busch (1937-1939) destacan:
- La nacionalización del Banco Central de Bolivia
- La nacionalización de las ganancias de la gran minería
- La creación del Banco Minero de Bolivia
- El primer Código de Trabajo de Bolivia
- La Constitución Política de 1938
- La abolición de la esclavitud y el pongueaje [en realidad el pongueaje se abolió en el gobierno de Villarroel aunque sus decretos fueron anulados por uno de sus sucesores y se cumplió sólo después del 1952; la esclavitud fue abolida en el siglo XIX]
- La recuperación para el Estado de YPFB
- Las regalías del 11% para las regiones productoras de petróleo
- La reapertura de la Universidad Autónoma Gabriel René Moreno
- La vinculación ferroviaria de Bolivia con Brasil y Argentina
- La firma definitiva de la paz con el Paraguay

## Datos estadísticos

### Demografía
| Población de Bolivia durante el gobierno de Germán Busch | Población de Bolivia durante el gobierno de Germán Busch |
| Año                                                      | Habitantes                                               |
| -------------------------------------------------------- | -------------------------------------------------------- |
| 1937                                                     | 2 460 359                                                |
| 1938                                                     | 2 479 114                                                |
| 1939                                                     | 2 497 868                                                |

## Muerte
En la madrugada del 23 de agosto de 1939, cuando las manecillas del reloj marcaban las 5:30, un disparo en la sien derecha con un revólver calibre 38 del entonces presidente Germán Busch lo dejó en estado de coma. Al día siguiente, en una pieza del Hospital Militar de La Paz, a las 13:50 falleció el bizarro Capitán, exponente del heroísmo boliviano.
Un día después de su posesión, Carlos Quintanilla aseguró que fue suicidio. Pese a las indagaciones estatales que respaldaron dicha posición con el “auto definitivo” del 5 de octubre de ese mismo año, algunos investigadores consideran que fue un “asesinato”.
Busch –héroe de la Guerra del Chaco y recordado con terror en las trincheras paraguayas con los apodos de  El tigre de la selva  o El fantasma del infierno verde– llegó a la presidencia a sus 34 años.
En su gobierno (1937-1939) se dictaron medidas progresistas. En 1938 promulgó la primera Constitución Social. En 1939 aprobó la Ley General del Trabajo y el Código de Educación; decretó la entrega obligatoria del 100% de divisas de las exportaciones mineras al Estado  y nacionalizó el Banco Central.
Días antes de la tragedia, el primer mandatario –según la biografía Busch: El mártir de sus ideales, escrita en 1939 por el periodista Luis Azurduy– se hallaba “incomodado” por una dolencia dental y recibió una carta de Cochabamba en la que se hablaba del “repudio que despertaba su política”, el “disgusto con que se veían las cosas que realizaba”, que los funerales de su madre no tuvieron gran concurrencia y los “inconvenientes” que iban a traer para el país sus decretos de carácter económico. A eso se añadieron un par de anónimos que “hirieron profundamente su espíritu”.

## Homenajes póstumos
Actualmente Germán Busch es considerado uno de los personajes más enigmáticos, heroicos y vibrantes de toda la historia republicana de Bolivia. No solamente por su participación en la Guerra del Chaco, sino también por su corta gestión presidencial. Donde promulgó leyes muy importantes, que a largo plazo, generarían cambios trascendentales, que muchos años más tarde influirían en la Revolución Nacional de 1952.
Por tal razón, el presidente Germán Busch es uno de los personajes bolivianos, más homenajeados de Bolivia.

"Gobernante posesor de intenso fervor patriótico dedicóse en la paz al progreso de Bolivia con todas esas energías que había desplegado en la guerra. De inmaculada honradez, profundo nacionalismo y grandes virtudes cívicas, su memoria merece todo el culto que le rinde la posteridad"            Historiador boliviano Humberto Vásquez Machicado, (1958, p. 438)

### Provincia Germán Busch
La provincia Germán Busch del departamento de Santa Cruz, fue creada mediante la Ley N.º 672 del 30 de noviembre de 1984 durante el segundo gobierno de Hernán Siles Suazo.

### Puerto Busch
Ubicado en la provincia del mismo nombre, dentro de una llamada "lengüeta territorial" en el departamento de Santa Cruz, es un puerto fluvial internacional, que está sobre el río internacional Paraguay. Puerto Busch, desde hace muchas décadas, fue un proyecto portuario en el olvido, que recuperó su protagonismo como zona estratégica comercial y de exportación tras la derrota de Bolivia ante Chile en la Demanda Marítima en la Corte Internacional de La Haya. El puerto es una alternativa de una salida soberana al océano Atlántico para Bolivia.

### Monumentos a Germán Busch
Actualmente en varios lugares de Bolivia, se tienen los siguientes monumentos póstumos al presidente Germán Busch:
- Santa Cruz de la Sierra, intersección de las avenidas: Busch, 26 de Febrero y Cristóbal de Mendoza, sobre el 2.º Anillo de Circunvalación
- Cobija, Plaza Principal Germán Busch Becerra
- Camiri, Plaza 12 de Julio
- La Paz, monumento a Germán Busch en la rotonda sobre la Av. Busch, entre las avenidas Brasil y Héroes del Pacífico, en la zona de Miraflores